# Åbenrå (gade)
Åbenrå er en gade i det indre København, der forløber parallelt med Gothersgade og går fra Landemærket til Rosenborggade. Navnet formodes at komme af "åbne vråer", nogle handelsboder, der i senmiddelalderen lå her.
Åbenrå er et af flere gadenavne på et vejforløb gennem Indre By, der strækker sig fra Børsen i syd til Nørreport i nordvest. Fra Børsen er det Børsbroen, Havnegade, Bremerholm, Kristen Bernikowsgade, Gammel Mønt, Vognmagergade, Åbenrå og derfra via et lille knæk til Tornebuskegade, der fører op til Nørreport Station.

## Historie
I middelalderen fulgte gaden den daværende Østervold, og lå som sådan i et område nord for Landemærket, der var forholdsvis ubebygget. Efter at Østervold blev omlagt i midten af 1600-tallet, blev området dog efterhånden bebygget. Gaden blev ødelagt i Københavns brand 1728, men undgik Københavns brand 1795. Flere bygninger langs gaden blev revet ned i 1950'erne.
I Ludvig Holbergs Jakob von Thyboe nævnes "Poeten fra Åbenrå", der i samtiden var en kendt digter af lejlighedsvers, og som boede i gaden.
Den kendte stenhuggermester Peter Schannong skænkede i 1935 en smuk mindeplade til minde om Bertel Thorvaldsen, der som lille boede i nr. 13.  Mindepladen, samt bygningen den sad på, er nu revet ned.

## Bygninger og beboere
Nr. 32-36 er den tidligere præstegård for Reformert Kirke, der selv vender bagsiden ud mod gaden. Præstegården blev opført i 1730-1732 efter tegninger af Philip de Lange. Den ejes nu af Karberghus og er hjemsted for Arkitektforeningen. Rosenborghus i nr. 29 fungerede som skole og opfostringshus for den tysk reformerte menighed fra 1770'erne til 1926.
Flere af de andre bygninger i gaden stammer også fra 1700-tallet og er eksempler på de såkaldte ildebrandshuse, der blev opført umiddelbart efter branden i 1728. Nr. 25 blev opført for billedhuggeren Friderich Ehbisch i 1733. Facaden var oprindeligt dekoreret med billedhuggerarbejder og indfatninger på alle etager og kvist, men det blev fjernet i 1895-96, da bygningen blev omdannet til pakhus. Nabobygningen i nr. 27 blev opført for drabanten Elias Dordé. Maleren Wilhelm Bendz boede her i slutningen af 1820'erne og begyndelsen af 1830'erne. Nr. 23 på hjørnet af Hauser Plads er ligeledes fra 1730'erne og er fredet.
Nr. 26 med den store gavlkvist på fem fag er fra 1750'erne. Nr. 28-30 med elleve fag var oprindeligt to bygninger fra 1730'erne, men de blev senere forhøjet med en etage og slået sammen til en bygning i slutningen af 1800-tallet.
Den moderne ejendom i nr. 20, Blanche, er et kollegium. Den er fra 1961 og blev opført efter tegninger af Steen Eiler Rasmussen i samarbejde med Kai L. Larsen.